# Stazione di Hillegom
Hillegom, è una stazione ferroviaria secondaria nella località di Hillegom, Paesi Bassi. È una stazione passante di superficie a due binari sulla linea ferroviaria Amsterdam-Rotterdam.